# Henry Oldenburg
Henry Oldenburg, nemški teolog, prirodoslovec in diplomat, * ok. 1615, Bremen, † 5. september 1677, London, Anglija.
Znan je kot eden najpomembnejših evropskih intelektualcev 17. stoletja in prvi tajnik takrat ustanovljene Kraljeve družbe, predvsem pa kot idejni vodja in prvi urednik znanstvene revije Philosophical Transactions of the Royal Society, najstarejše tovrstne revije, ki še vedno izhaja.

## Življenjepis
Rodil se je kot sin predavatelja Heinricha Oldenburga v Bremnu, verjetno leta 1615, natančen datum pa ni znan. Po diplomi iz teologije leta 1639 je odšel v Anglijo, kjer je nekaj let deloval kot zasebni tutor pri različnih aristokratskih družinah, nato pa je potoval po celini. Leta 1652 ga je na račun poznavanja dežele in jezika bremenski mestni senat poslal nazaj v Anglijo, kjer naj bi kot odposlanec pri lordu protektorju (Anglija je bila takrat v dobi medvladja) dobil zagotovila o nevtralnem statusu mesta v angleški vojni s Holandijo.
V tem obdobju je spoznal Cromwellovega tajnika Johna Miltona, s katerim si je dopisoval še dolga leta po tistem, ko je moral zapustiti London. Kdaj mu je prenehala funkcija odposlanika ni točno znano, je pa leta 1655 postal tutor nečaka Roberta Boylea, verjetno po Miltonovi zaslugi. Naslednje leto se je skupaj s svojim varovancem vpisal na Univerzo v Oxfordu, kjer je spoznal Boylea in preko njega prišel v stik s krogom učenjakov, ki so mu vzbudili zanimanje za prirodopis, ter znova več let preživel na gostovanju po kontinentalni Evropi, od tega eno leto na Protestantski akademiji v Saumurju.
Na ustanovnem sestanku Kraljeve družbe leta 1660 ni bil prisoten, je pa omenjen v zapiskih s sestanka kot potencialni član in nato v prvem statutu kot eden od dveh tajnikov, zadolžen za tujo korespondenco (drugi je bil John Wilkins). V tem imenovanju je čutiti Boyleov vpliv, gotovo pa ima zasluge tudi Oldenburgovo znanje petih jezikov. Nalogi je posvetil vso svojo energijo in ustvaril obsežno mrežo stikov z intelektualci po vsem svetu, vključno z angleškimi kolonijami v Orientu in Severni Ameriki, s katerimi si je izmenjal na stotine pisem, takrat glavno metodo komunikacije med učenjaki. 1. marca 1665 je uradno predlagal vodstvu Kraljeve družbe izdajanje revije Philosophical Transactions, s katero bi informirali javnost o novostih v znanosti iz domovine in sveta, prva številka pa je po odobritvi izšla 6. marca. Verjetno se je zgledoval po prvi znanstveni reviji, francoskem Journal des sçavans, vendar je bila konkretna izvedba njegova ideja in odgovornost. Do svoje smrti je ustvaril 136 številk, prek katerih je denimo populariziral odkritja mladega Newtona. Aktivno je tudi prevajal dela angleških učenjakov v latinščino in z njimi seznanjal javnost drugod po Evropi.
Funkcija tajnika je bila v veliki meri častna, zato se je preživljal predvsem kot učitelj in pisec. O njegovem zasebnem življenju ni veliko znanega; poročen je bil dvakrat in imel dva otroka, za katera je po njegovi smrti poskrbel Robert Boyle, s katerim je Oldenburg vse življenje ohranil prisrčne stike. Živel je mirno in se predvsem posvečal delu za Kraljevo družbo, celo v času, ko je po Londonu razsajala kuga in je mesto prizadel tudi veliki požar. Edino, kar je skazilo podobo podjetnega tajnika, je bila njegova aretacija. Leta 1667, na vrhuncu druge angleško-nizozemske vojne, je bil namreč osumljen izdajanja vojaških skrivnosti prek svoje mreže dopisovanj in nekaj mesecev zaprt v londonskem Towerju, a so ga po koncu vojne izpustili brez procesa. Umrl je po nenadni bolezni v začetku septembra 1677 na svojem domu v londonskem predelu Charlton.